# Kudirkos
Kudirkos – wieś na Litwie w rejonie preńskim okręgu kowieńskiego, 13 km na północ od Pren.

## Historia
Wieś powstała nie wcześniej niż po 1939 roku. Na polskich mapach WIG sprzed 1939 roku miejscowość nie istniała. Nieopodal, 500 m na południe od obecnej wsi znajdował się folwark Jakimiszki. Tereny  wsi należały do tego majątku.
Po III rozbiorze Polski w 1795 roku dobra Jakimiszki, wcześniej wchodzące w skład województwa trockiego Rzeczypospolitej znalazły się na terenie powiatu mariampolskiego, który od 1795 do 1807 roku należał do departamentu białostockiego pruskiej prowincji Prusy Nowowschodnie, następnie był w departamencie łomżyńskim Księstwa Warszawskiego, potem, od 1816 roku w Królestwie Kongresowym, w województwie augustowskim, następnie (od 1837 roku) w guberni augustowskiej. W 1867 roku wszedł w skład guberni suwalskiej. Jakimiszki należały do gminy Pogiermoń (obecnie lit. Pagirmuonys) i parafii Pokojnie. 10 października 1920 roku na podstawie umowy suwalskiej przyznano je Litwie, która w okresie 1940–1990, jako Litewska Socjalistyczna Republika Radziecka, wchodziła w skład ZSRR. 
W latach 20. XIX wieku dziedzicami dóbr Jakimiszki byli członkowie rodziny Schultzów. Na początku XX wieku były to obszerne dobra, których południową granicę stanowił Niemen, a zachodnią – rzeka Jesia. Jak pisało „Słowo” w 1913 roku: Majątek ten przed kilku laty od p. Ignacego Parczewskiego z Czerwonego Dwora pod Wilnem kupił p. Władysław Zakrzewski. Obecnie całe dobra Jakimiszki, odłużone w Tow. Kred. Ziemskiem w sumie 300 000 rubli, drogą licytacji kupione zostały przez żyda Zelika Piekarskiego za 148 000 rubli w gotówce.
W 1959 roku wieś Kudirkos liczyła 156 mieszkańców, w 2001 roku – 42, a w 2011 – 21.